# Ried im Traunkreis
Ried im Traunkreis là một đô thị ở huyện Kirchdorf an der Krems bang Oberösterreich, nước Áo. Đô thị này có diện tích 31,1 km², dân số thời điểm ngày 31 tháng 12 năm 2005 là 2518 người.